# Ernesto Núñez
Ernesto Nuñez (San José, Costa Rica, 28 de noviembre de 1976 ) es un trompetista y compositor costarricense, radicado en República Dominicana. Ha acompañado a algunos artistas como Andrea Bocelli, Plácido Domingo, Arturo Sandoval, Dave Weckl y Milly Quezada entre otros. Actualmente es el trompetista de Juan Luis Guerra 4.40.

## Biografía
Nuñez desde los 8 años decidió que iba a ser trompetista. Luego de graduarse del colegio, entró a la Universidad de Costa Rica a estudiar la carrera de música, específicamente música clásica, 4 años después conseguiría una beca para perfeccionarse en la universidad privada de música más grande del mundo Berklee College of Music, localizada en Boston.
Invitado por el percusionista Fernando Pérez, en el año 1995 se establece en Guatemala , donde forma parte de la Orquesta Sinfónica de dicho país, toca en los principales grupos de ese momento entre otros Fidel Funes, Arturo Xicay y Alux Nahual y graba tres producciones propias bajo el sello DIFUSA.
En 2004 recibe una oferta de Chichi Peralta y se va a vivir a Santo Domingo a trabajar con él. A los dos meses de fue al estudio de Juan Luis Guerra a grabar y éste le propone formar parte de la orquesta de la iglesia Más Que Vencedores y empieza a tocar allá, más tarde la invitación llegaría esta vez para integrarse a 4.40 y ser uno de los trompetistas de Juan Luis Guerra. Participó también en la Orquesta Sinfónica Nacional de la República Dominicana y La Santo Domingo Jazz Big Band

## Trayectoria
En el campo clásico ha participado con Andrea Bocelli, Plácido Domingo, Los Angeles Phillarmonic, Orquesta Sinfónica de Centroamérica, Orquesta Sinfónica de Guatemala, Orquesta Filarmónica de Guatemala, Orquesta Sinfónica de Maracaibo, Orquesta Sinfónica Nacional de República Dominicana, entre otros.
Con el género del jazz ha colaborado con Dave Weckl, Chris Botti, Justo Almario, Nestor Torres, Arturo Sandoval, Ed Calle, Walfredo de los Reyes, Sr, Poncho Sanchez, Victor Mendoza, Abraham Laboriel.
Con la música popular ha trabajado con Juan Luis Guerra y 4.40, Chichi Peralta y Son Familia, Juanes, Alejandro Sanz, Luis Fonsi, Wilfrido Vargas, Danny Rivera, Rey Ruiz, Richy Rey y Bobby Cruz, Millie Quezada, Eddy Herrera, Tito Rojas, Oscar D Leon, Elvis Crespo, Andy Montanes, Cheo Feliciano, Ismael Miranda, Ilegales, Tercer Cielo, Alux Nahual, Juan Carlos Alvarado, Doris Machin, Redimi2.
Núñez es artista Yamaha para Latinoamérica , uno de los miembros fundadores de la Yamaha Brass Academy y Endorser Warburton.
Ha participado en shows como Latin Grammy, Festival Viña del Mar y Premios los Nuestro.
Cuenta con cinco producciones como solista, destacándose la última de ellas “Belucity” álbum que combina ritmos variados de jazz latin, bolero y merenjazz con grandes invitados como Ed Calle, Isaias Leclerc y Janina Rosado entre otros.